# Michael Lucas' La Dolce Vita
Michael Lucas' La Dolce Vita è un film pornografico gay, suddiviso in un parti, remake del classico di Federico Fellini La dolce vita. La pellicola è stata diretta a New York, nel 2006, da Tony DiMarco e Michael Lucas per la Lucas Entertainment.
Nel 2007, il film ha stabilito un record, aggiudicandosi ben 14 GayVN Awards, vincendo in ogni categoria per le quali aveva ricevuto nomination: tra le più importanti categorie in cui è risultato vi sono quella di miglior film e miglior regista.
Il lungometraggio è impreziosito da numerosi cameo, non sessuali, di personaggi come Savanna Samson, Gus Mattox, Amanda Lepore, Michael Musto, Kevin Aviance, Johnny Hanson, Will Clark.

## Premi
- GayVN Award 2007
  - Miglior film
  - Miglior attore
  - Miglior scena a tre
  - Miglior regia
  - Miglior attore di supporto
  - Miglior interpretazione non sessuale
  - Miglior sceneggiatura
  - Miglior montaggio
  - Migliori musiche
  - Miglior scenografie
  - Miglior videografia
  - Miglior DVD Extra/Edizione speciale
  - Miglior Packaging
  - Miglior campagna pubblicitaria

## Controversie
A seguito della distribuzione del film, la International Media films Inc. ha sporto denuncia nei confronti del regista e produttore Michael Lucas, accusandolo di violazione dei diritti di copyright e di uso improprio di marchio commerciale. Nella denuncia era stato richiesto il blocco immediato delle vendite del film.
La querelle si è conclusa nell'aprile del 2010 quando un giudice federale ha sentenziato l'inesistenza di alcuna violazione della legge sul diritto d'autore, considerando il film di Fellini un'opera importante per la cinematografia e quindi di dominio pubblico.